# Rödtonad fältmätare
Rödtonad fältmätare, Hydriomena ruberata är en fjärilsart som beskrevs av Christian Friedrich Freyer 1831. Rödtonad fältmätare ingår i släktet Hydriomena och familjen mätare. Arten är reproducerande i både Finland och Sverige och enligt respektive rödlista är arten livskraftig, LC i båda länderna. Två underarter finns listade i Catalogue of Life, Hydriomena ruberata pallula McDunnough, 1944 och Hydriomena ruberata ruberata (Freyer, [1831]).

## Bildgalleri

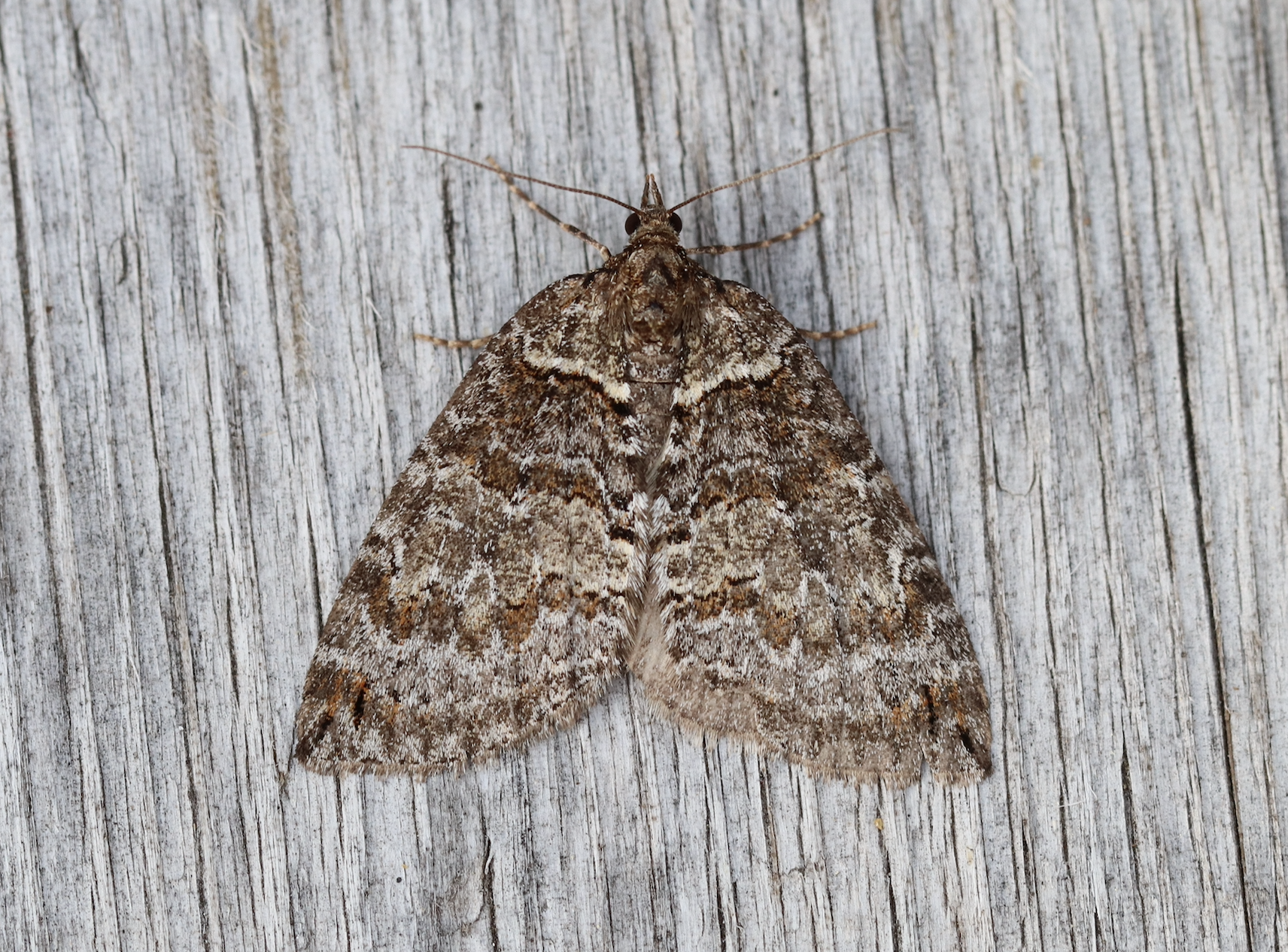
Imago fjäril
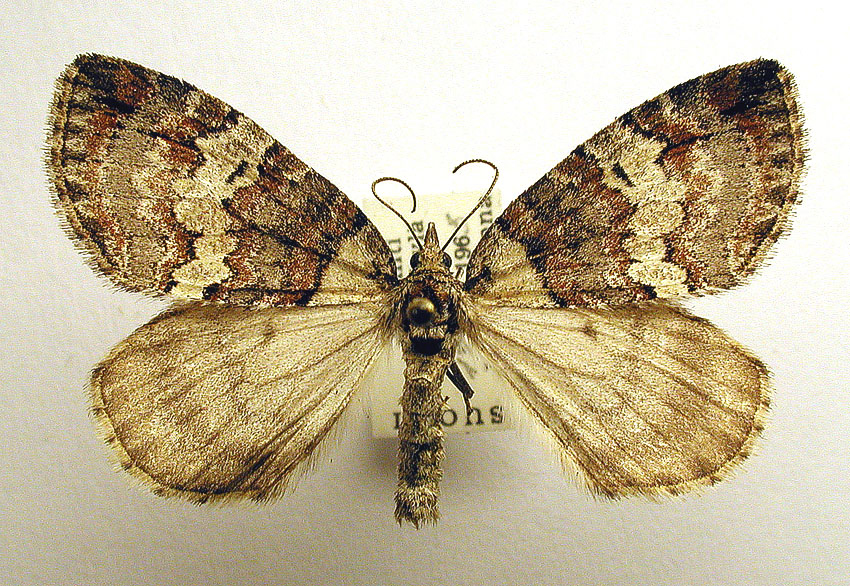
Preparerad (uppnålad) imago fjäril